# Lady Gaga x Terry Richardson
A Lady Gaga x Terry Richardson Lady Gaga amerikai énekesnő és Terry Richardson amerikai fényképész fotókönyve, amely 2011. november 22-én jelent meg a Grand Central Publishing kiadónál. A könyvben egy tíz hónapos időszak alatt Richardson által az énekesnőről készült több mint 350 fotó látható. A fényképek mellett a könyvben található egy, az énekesnő által írt előszó Richardson-nal való kapcsolatáról. Gaga és Richardson kettőse a könyvet megelőzően más projektekben is közreműködött egymással.

## Háttér

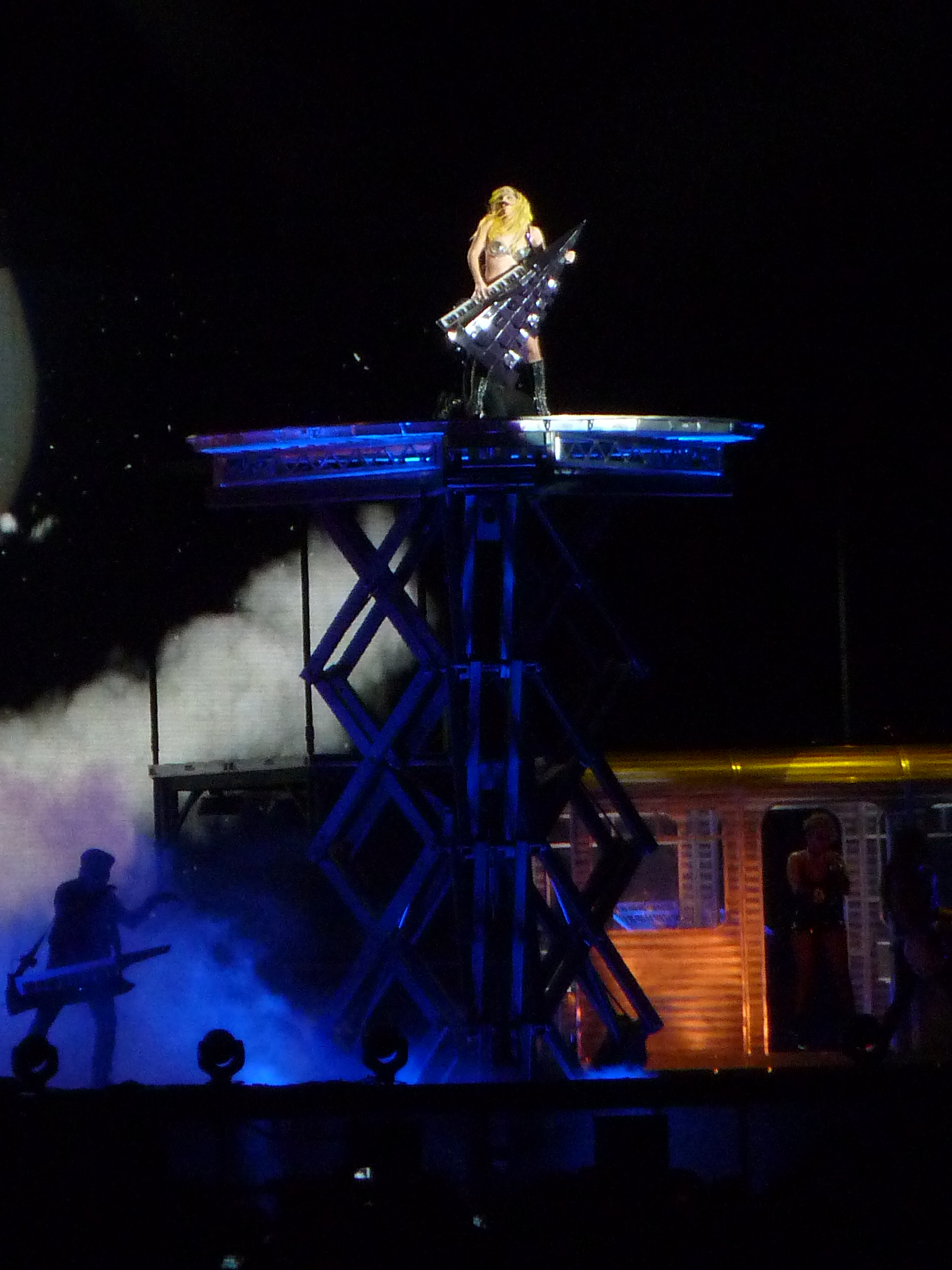
A Lady Gaga x Terry Richardson tartalmaz képeket Gaga fellépéséről a 2010-es Lollapalooza zenei fesztiválon.

A Lady Gaga x Terry Richardson fényképkönyv Richardson egy tíz hónapos periódus során Lady Gagáról készített fekete-fehér és színes fényképeit tartalmazza, az énekesnő 2010-es Lollapalooza zenei fesztiválon való fellépésétől kezdődően egészen a 2009-től 2011-ig tartó Monster Ball turnéjának utolsó koncertjeiig. Ez alatt az időszak alatt több mint 100 000 fénykép készült, amiből 350 került megjelentetésre a könyvben. A fotókönyvben ezen kívül szerepelt egy Gaga által írt előszó, amelyben Richardsonnal való kapcsolatát, és a kiadvánnyal kapcsolatos érzelmeit írta le. „Néha úgy érzem, mintha egész életemben arra vártam volna, hogy Terry Richardson fényképeket készítsen rólam. Terry által a kapcsolat a fényképen túl terjed, és ha szerencsés vagy, valami igazán mélyreható dolgot tanít meg magadról,” olvasható a bevezetőben. Gaga néhány nappal a könyv megjelenése előtt egy videót posztolt YouTube felhasználóján, amelyben felolvassa az előszót rajongóinak.
A Lady Gaga x Terry Richardson-t megelőzően Gaga és Richardson több projektben is együtt dolgozott, így például a Supreme ruhabolt reklámjában, vagy a Vogue Hommes Japan és a Harper's Bazaar magazinoknak készített fotósorozatokban. A Grand Central Publishing kiadó alelnöke, Jamie Raab elmondta: „Büszkék vagyunk rá, hogy kiadhatjuk Lady Gaga és Terry Richardson figyelemre méltó közös munkáját, és úgy véljük, hogy ez lesz a 2011-es ünnepi szezon legelbűvölőbb, legprovokatívabb és legkívánatosabb könyve.”
Gaga állítása szerint semmit sem titkolt el Richardson elől, aki a fotózási időszak „minden percében, minden pillanatában” vele volt. „Teljességgel cenzúrázatlan,” mondta az énekesnő. „Vannak képei arról, ahogy reggel felébredek, mosom a fogamat, a fürdőszobában, a fürdőkádban, a zuhanyzóban vagyok.” Hozzátette azt is, hogy Richardson fényképészi stílusához hűen semmi sincs megrendezve a könyvben. „Rá tud venni, hogy csinálj dolgokat, és úgy el tud kapni dolgokat, ahogy soha senki sem tudna,” mondta az énekesnő. Gaga nagy örömére Richardson az énekesnő rajongóiról is készített képeket a könyv számára.

## Fogadtatás
Megjelenésekor a Lady Gaga x Terry Richardson nagyrészt pozitív fogadtatásban részesült a kritikusoktól, akik dicsérték a provokatív képeket, a Gagáról készített egyszerűbb, smink nélküli fotókat, illetve a színpadi kosztümökről készített felvételeket. James Lim a New York magazintól azt írta: „Miközben Lady Gaga magazinos borítói (mondhatni) egyre inkább nőiesebbé válnak, Terry Richardon vadonatúj fotókönyve, a Lady Gaga x Terry Richardson a vad, stílusos, kreatív Gagát mutatja, amelyet mindannyian ismerünk és szeretünk.” Liesl Bradner a Los Angeles Times-tól meglepődését fejezte ki Gaga smink nélküli és színpadi kosztümös képei láttán. „A pillanat, amikor az énekesnő felhagy az őrülettel, hátrasimítja a haját, megszabadul a kosztümöktől, és láthatjuk az igazi lányt, aki a szörnyeteg mögül a háttérből irányít.” Bradner hozzátette, hogy „a rajongók nem fognak csalódni.” Eden Carter Wood a Diva magazin kritikájában azt írta: „A könyv tartalmaz néhány remek arcképet, de valószínűleg ki lehet jelenti, hogy valójában a szuperrajongóknak való.” Arthur House a The Daily Telegraph-tól osztotta Wood véleményét, és hozzátette: „A kis szörnyek [Gaga rajongói] sok élvezetet fognak találni Lady Gaga Terry Richardson divatfényképésszel készült ragyogó kollaborációjában.” A Toronto Star-tól David Graham a fotókönyvet Madonna hasonló stílusú 1992-es Sex című könyvéhez hasonlította. Ennek ellenére „a könyvet övező felhajtás határozott hiányát” vélte felfedezni, és hozzátette: „A Lady Gaga x Terry Richardson messze van attól a sokktól és áhítattól, amely akkor volt, mikor Madonna kijött a Steven Meisel és számos különböző más művész által fényképezett Sex-szel. Mégis a borítóján egyszerűen 'Gaga'-nak elnevezett újabbik könyv tele van botrányos — sőt zavarbaejtő — fényképekkel a botrányos énekesnő/előadóművészről.”
A Lady Gaga x Terry Richardson az ötödik helyen debütált a The New York Times Bestseller listáján az „Advice & Misc.” kategória kemény fedeles könyvei közt a 2011. november 26-ikai hét végén. A tizennegyedik helyen szerepelt a második és harmadik hetén, majd a tizenegyedik helyre jött fel a megjelenését követő negyedik hetén. Visszakerült a legjobb öt közé az ötödik hetén, majd egy kilencedik helyet követően a hatodik helyen szerepelt.

## Fordítás
- Ez a szócikk részben vagy egészben  a   Lady Gaga x Terry Richardson című angol Wikipédia-szócikk fordításán alapul.  Az eredeti cikk szerkesztőit annak laptörténete sorolja fel. Ez a jelzés csupán a megfogalmazás eredetét és a szerzői jogokat jelzi, nem szolgál a cikkben szereplő információk forrásmegjelöléseként.